# Polycarpaea
Polycarpaea är ett släkte av nejlikväxter. Polycarpaea ingår i familjen nejlikväxter.

## Bildgalleri

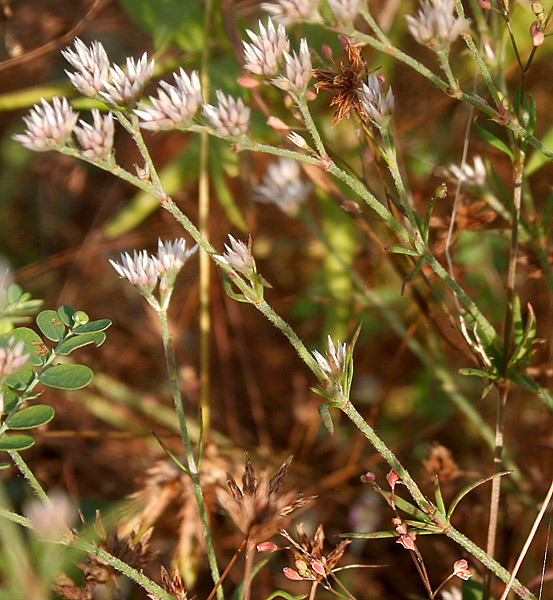

## Dottertaxa tillPolycarpaea, i alfabetisk ordning[1]
- Polycarpaea akkensis
- Polycarpaea angustipetala
- Polycarpaea arenaria
- Polycarpaea arida
- Polycarpaea aristata
- Polycarpaea balfourii
- Polycarpaea basaltica
- Polycarpaea billei
- Polycarpaea breviflora
- Polycarpaea caespitosa
- Polycarpaea carnosa
- Polycarpaea clavifolia
- Polycarpaea corymbosa
- Polycarpaea cuspidata
- Polycarpaea darbandensis
- Polycarpaea divaricata
- Polycarpaea diversifolia
- Polycarpaea douliotii
- Polycarpaea eriantha
- Polycarpaea fallax
- Polycarpaea filifolia
- Polycarpaea gamopetala
- Polycarpaea garuensis
- Polycarpaea gaudichaudii
- Polycarpaea gayi
- Polycarpaea glabrifolia
- Polycarpaea grahamii
- Polycarpaea guardafuiensis
- Polycarpaea hassalensis
- Polycarpaea hassleriana
- Polycarpaea haufensis
- Polycarpaea hayoides
- Polycarpaea helichrysoides
- Polycarpaea holtzei
- Polycarpaea inaequalifolia
- Polycarpaea incana
- Polycarpaea involucrata
- Polycarpaea jazirensis
- Polycarpaea kuriensis
- Polycarpaea latifolia
- Polycarpaea lignosa
- Polycarpaea linearifolia
- Polycarpaea longiflora
- Polycarpaea majumdariana
- Polycarpaea microceps
- Polycarpaea multicaulis
- Polycarpaea nivea
- Polycarpaea paulayana
- Polycarpaea philippioides
- Polycarpaea pobeguinii
- Polycarpaea poggei
- Polycarpaea pulvinata
- Polycarpaea repens
- Polycarpaea rheophytica
- Polycarpaea robbairea
- Polycarpaea robusta
- Polycarpaea rosulans
- Polycarpaea rubioides
- Polycarpaea smithii
- Polycarpaea somalensis
- Polycarpaea spicata
- Polycarpaea spirostylis
- Polycarpaea staminodina
- Polycarpaea stellata
- Polycarpaea stylosa
- Polycarpaea sumbana
- Polycarpaea tenax
- Polycarpaea tenuifolia
- Polycarpaea tenuis
- Polycarpaea tenuistyla
- Polycarpaea thymoidea
- Polycarpaea timorensis
- Polycarpaea ventiversa
- Polycarpaea violacea
- Polycarpaea zollingeri